# 펌프 잇 업 인피니티
펌프 잇 업 인피니티는 북미 3번째 유럽 4번째작품으로 펀 인 모션이 안다미로에서 제공한 피에스타 EX를 기반으로 만든 북미.유럽 전용 한정판이다. 펌프 잇 업/Pro 2의 후속으로 개발된 북미, 유럽 전용 펌프 잇 업으로 유럽에서는 프리미어3 이후로 긴 간격을 통해 발매된 케이스이다.

## 개요
기존 북미판인 펌프 잇 업 Pro, Pro 2는 PC용 소프트웨어인 스텝매니아를 기반으로 제작되었던것에 비해, 이 버전부터는 안다미로에서 제공한 펌프 잇 업 FIESTA EX과 완전히 같은 형태, 같은 기술을 도입하여 만들었다. 단 여전히 전체적인 일부 화면 모양은 스텝매니아 5를(스크롤 방식이 변경되는데, 프로식 스크롤 화면이 스텝매니아 5를 사용한다.) 사용하고 있다. 쉽게 말해서 피에스타 EX로 만든 프로.
이 버전과 FIESTA EX 버전을 이후로 펌프 잇 업 시리즈는 아시아, 오세아니아권 및 남미 전용버전은 본가쪽인 펌프 잇 업 FIESTA 2 시리즈로, 북미/유럽 전용버전인 인피니티 시리즈로 갈라지게 된다.

## 기체 관련
또 한 이 버전부터는 전면부 버튼이 사실상 필요가 없는 버전이며, 사용해도 무방하다. 그러나 과거 PRO시리즈에서는 DX기체가 PRO 시리즈 적용이 안되었는데, 이 시리즈부터는 DX기체에서도 인피니티가 적용이 된다. 전면부 버튼이 필요 없고 발판으로 사용한다.

## 게임 모드 관련
또한 하프더블도 PREX3 이후 오랜만에 부활. 가운데 여섯 발판만 쓰는 채보 자체는 펌프 잇 업 FIESTA나 펌프 잇 업 FIESTA EX에서도 찾아볼 수 있지만 독립된 모드로 등장한다는 점이 특이하다.
또한 화면 곡 선택 방식도 변경할 수 있다. 프로의 세로식 버전과 본가쪽의 가로식 버전을 동일하게 채용하여 유저가 원하는 방식으로 변경 가능하다.

## 채널 목록
- 올 튠
- 풀 송
- 리믹스
- 숏 컷
- 뮤직트레인
- WPF를 위한 랜덤 채널
- 스킬 업 존 (USB전용)
- 퀘스트 월드 (USB전용)
- 미션 존 (USB전용)
- 선호곡 (USB전용)
- 1st ~ 3rd
- S.E ~ Extra
- Rebirth ~ Prex3
- Exceed ~ Zero
- NX ~ NX Absolute
- Fiesta
- Fiesta EX
- Pro
- Pro2
- Infinity

## 수록 곡 목록
곡 제목의 굵은 글씨는 펌프 잇 업의 인기 명곡이고 기울인 글씨는 나중에 국내 또는 세계 판권 만료, 저작권 문제로 삭제될 완전한 비인기 명곡이다. 또한 굵은 글씨와 기울인 글씨가 아닌 곡은 삭제되었다가 나중에 다시 중간에 부활하는 표시이다. 카테고리의 경우 피에스타 시리즈에서 NX&NX2와 NXA로 분류된 두 카테고리가 인피니티에서는 NX~NXA로 통합되었다.
| 카테고리                    | 곡 제목                                                                                 | 비고        |
| --------------------------- | --------------------------------------------------------------------------------------- | ----------- |
| 1st 2nd 3rd O.B.G           | “반야 - 이그니션 스타츠”                                                                | 1.10 추가   |
| 1st 2nd 3rd O.B.G           | “반야 - 힙노시스”                                                                       |             |
| 1st 2nd 3rd O.B.G           | “클론 - 펑키 투나잇”                                                                    |             |
| 1st 2nd 3rd O.B.G           | 노바소닉 - 또다른 진심                                                                  |             |
| 1st 2nd 3rd O.B.G           | 반야 - 파이널 오디션                                                                    |             |
| 1st 2nd 3rd O.B.G           | 반야 - 엑스트라바간자                                                                   |             |
| 1st 2nd 3rd O.B.G           | “젝스키스 - 컴 백”                                                                      |             |
| 1st 2nd 3rd O.B.G           | “젝스키스 - 뫼비우스의 띠”                                                              |             |
| 1st 2nd 3rd O.B.G           | 반야 - 파이널 오디션 2                                                                  |             |
| 1st 2nd 3rd O.B.G           | 반야 - 터키 행진곡                                                                      |             |
| 1st 2nd 3rd O.B.G           | “타샤니 - 경고”                                                                         |             |
| 1st 2nd 3rd O.B.G           | “듀스 - 우리는”                                                                         |             |
| S.E. 퍼펙트 컬렉션 엑스트라 | 반야 - 무혼                                                                             |             |
| S.E. 퍼펙트 컬렉션 엑스트라 | 반야 - 미스터 라푸스                                                                    |             |
| S.E. 퍼펙트 컬렉션 엑스트라 | “DJ DOC - 런 투 유”                                                                     |             |
| S.E. 퍼펙트 컬렉션 엑스트라 | 반야 - 롤링 크리스마스                                                                  | 1.10 추가   |
| S.E. 퍼펙트 컬렉션 엑스트라 | 반야 - 베토벤 바이러스                                                                  |             |
| S.E. 퍼펙트 컬렉션 엑스트라 | 노바소닉 - 슬램                                                                         |             |
| 리버스 프리미어3 프렉스3    | 반야 - 닥터. M                                                                          |             |
| 리버스 프리미어3 프렉스3    | 반야 - 엠페러                                                                           |             |
| 리버스 프리미어3 프렉스3    | 반야 - 러브 이스 어 데인저 존                                                           |             |
| 리버스 프리미어3 프렉스3    | 반야 - 마이 웨이                                                                        |             |
| 리버스 프리미어3 프렉스3    | 반야 - 포인트 브레이크                                                                  |             |
| 리버스 프리미어3 프렉스3    | 반야 - 윈터                                                                             |             |
| 리버스 프리미어3 프렉스3    | 반야 - 윌 O' 더 위스프                                                                  |             |
| 리버스 프리미어3 프렉스3    | 반야 - 틸 디 엔드 오브 타임                                                             |             |
| 리버스 프리미어3 프렉스3    | 반야 - 오이 오이 오이                                                                   |             |
| 리버스 프리미어3 프렉스3    | 반야 - 미스'S 스토리                                                                    |             |
| 리버스 프리미어3 프렉스3    | 반야 - 셋 미 업                                                                         |             |
| 리버스 프리미어3 프렉스3    | 반야 - 댄스 위드 미                                                                     |             |
| 리버스 프리미어3 프렉스3    | 반야 - 부크                                                                             |             |
| 리버스 프리미어3 프렉스3    | 반야 - 우편마차                                                                         |             |
| 리버스 프리미어3 프렉스3    | 반야 - 비                                                                               |             |
| 리버스 프리미어3 프렉스3    | 반야 - D 갱                                                                             | 1.10 추가   |
| 리버스 프리미어3 프렉스3    | 반야 - 비트 오브 더 워                                                                  |             |
| 카테고리                    | 곡 제목                                                                                 | 비고        |
| S.E. 퍼펙트 컬렉션 엑스트라 | 반야 - 치킨 윙                                                                          |             |
| S.E. 퍼펙트 컬렉션 엑스트라 | 반야 - 파이널 오디션 에피소드 1                                                         |             |
| 익시드 익시드2 제로         | 반야 - 파이널 오디션 3 U.F.                                                             |             |
| 익시드 익시드2 제로         | 반야 - 몽키 핑거즈                                                                      |             |
| 익시드 익시드2 제로         | 반야 - 펌프 미 아마데우스                                                               |             |
| 익시드 익시드2 제로         | 반야 - X-트림                                                                           |             |
| 익시드 익시드2 제로         | 크래쉬 - 디그니티                                                                       |             |
| 익시드 익시드2 제로         | “크래쉬 - 니가 진짜로 원하는게 뭐야?”                                                   |             |
| 익시드 익시드2 제로         | “솜2 - 예지몽”                                                                          |             |
| 익시드 익시드2 제로         | “왁스 - 내게 남은 사랑을 다 줄게”                                                       |             |
| 익시드 익시드2 제로         | 반야 - J 봉                                                                             |             |
| 익시드 익시드2 제로         | 반야 - 무혼 2                                                                           |             |
| 익시드 익시드2 제로         | 반야 - 캐논-D                                                                           |             |
| 익시드 익시드2 제로         | 반야 - 비트 오브 더 워 2                                                                |             |
| 익시드 익시드2 제로         | 반야 - 월광                                                                             |             |
| 익시드 익시드2 제로         | 반야 - 위치 닥터                                                                        |             |
| 익시드 익시드2 제로         | 반야 - 러브 이스 어 데인저 존 pt. 2                                                     |             |
| 익시드 익시드2 제로         | 반야 - 팬텀                                                                             |             |
| 익시드 익시드2 제로         | 반야 - 파파 곤잘레스                                                                    |             |
| 익시드 익시드2 제로         | ‘스푸키 바나나 - 소방관 아저씨’                                                         |             |
| 익시드 익시드2 제로         | 반야 - 러브 이스 어 데인저 존 pt. 2 어나더                                              |             |
| NX NX2 NXA                  | 이 얍 - 위치 닥터 #1                                                                    |             |
| NX NX2 NXA                  | 이 얍 - 키메라                                                                          |             |
| NX NX2 NXA                  | “에픽 하이 - 플라이”                                                                    |             |
| NX NX2 NXA                  | 반야 프로덕션 - 건 락                                                                   |             |
| NX NX2 NXA                  | 반야 프로덕션 - 투우사의 노래                                                           | 1.10 추가   |
| NX NX2 NXA                  | 기프티드 - 위 고잉 플라이 리믹스                                                        |             |
| NX NX2 NXA                  | 이 얍 - 파이널 오디션 에피소드 2-1                                                      |             |
| NX NX2 NXA                  | 이 얍 - 파이널 오디션 에피소드 2-2                                                      |             |
| 카테고리                    | 곡 제목                                                                                 | 비고        |
| 프로                        | 오닉스 - !                                                                              |             |
| 프로                        | 반자이 - 아누비스                                                                       |             |
| 프로                        | 인스펙터 K - 클락워크 제네시스                                                          |             |
| 프로                        | 플레이메이커 (피트. 로빈) - 커밍 아웃                                                   |             |
| 프로                        | 엘피스 - 댄스 바이브레이션스                                                            |             |
| 프로                        | 카우 - 돈 (퍼페튜얼 믹스)                                                               |             |
| 프로                        | 지그재그 - 에너자이저                                                                   |             |
| 프로                        | 카우 - 에스퍼런자                                                                       |             |
| 프로                        | 에스키모 & 아이스버드 피트. 마리아 메레테 - 필스 저스트 라이크 댓 나이트                |             |
| 프로                        | 오닉스 - 하세 미크                                                                      |             |
| 프로                        | 쿠리-질 - 힐 앤 토                                                                      |             |
| 프로                        | 라구나 - 인토 마이 드림                                                                 |             |
| 프로                        | 웬 머신 드림 - 러브 이터널                                                              |             |
| 프로                        | 어피니티 - 모놀리스                                                                     |             |
| 프로                        | 쿠리-질 - 리-레이브                                                                     |             |
| 프로                        | 오닉스 - 스탑! & 고                                                                     |             |
| 프로                        | 스마일리 - 섬머 ~스피디 믹스~                                                           | 1.10 추가   |
| 프로                        | 카우 - 테이크 미 백                                                                     |             |
| 프로                        | 인스펙터 K - 버츄얼 이모션                                                              |             |
| 프로                        | 지그재그 - VVV                                                                          |             |
| 프로                        | 스마일리 - 슈샤                                                                         |             |
| 프로                        | 어피니티 - Y2Z                                                                          |             |
| 프로                        | 코코넛 - 키티 캣                                                                        |             |
| 프로                        | 코코넛 - 레이디버그                                                                     |             |
| 프로                        | 카우 (피트.샘-I-엠) - 무브 잇 그루브 잇                                                 |             |
| 프로                        | 코코넛 - 슈팅 스타                                                                      |             |
| 카테고리                    | 곡 제목                                                                                 | 비고        |
| NX NX2 NXA                  | 이 얍 - 무혼 1.5                                                                        |             |
| NX NX2 NXA                  | 반야 프로덕션 - 비트 더 고스트                                                          |             |
| NX NX2 NXA                  | 반야 프로덕션 - 카프리스 오브 오타다                                                    |             |
| NX NX2 NXA                  | 이 얍 - 패스터 Z                                                                        |             |
| NX NX2 NXA                  | 이 얍 - 펌트리스 콰트로                                                                 |             |
| NX NX2 NXA                  | “헤드 트립 - 비트 # 넘버 4”                                                             |             |
| NX NX2 NXA                  | 반야 프로덕션 - 기타 맨                                                                 |             |
| NX NX2 NXA                  | 반야 프로덕션 - 히글디 피글디                                                           |             |
| NX NX2 NXA                  | 반야 프로덕션 - 잼 오 비트                                                              |             |
| NX NX2 NXA                  | 이 얍 - 펌트리스 8비트 ver.                                                             |             |
| NX NX2 NXA                  | 이 얍 - 블레이즈 이모션                                                                 |             |
| NX NX2 NXA                  | 이 얍 - 캐논 X.1                                                                        |             |
| NX NX2 NXA                  | 빅뱅 - 라라라                                                                           |             |
| NX NX2 NXA                  | 기프티드 - 크레이지                                                                     |             |
| NX NX2 NXA                  | 판다 - 잘가 내 사랑                                                                     |             |
| NX NX2 NXA                  | 니나 파일럿츠 - 나완 상관없어                                                           |             |
| NX NX2 NXA                  | 반야 프로덕션 - DJ 오타다                                                               |             |
| NX NX2 NXA                  | 반야 프로덕션 - K.O.A. -앨리스 인 원더월드-                                             |             |
| NX NX2 NXA                  | 반야 프로덕션 - 토카타                                                                  |             |
| NX NX2 NXA                  | “바세린 - 돈 오브 더 아포칼립스”                                                        |             |
| NX NX2 NXA                  | 이 얍 - 파이널 오디션 에피소드 2-X                                                      |             |
| 카테고리                    | 곡 제목                                                                                 | 비고        |
| 프로2                       | DM 아슈라 - 알레그로 콘 뿌오코                                                          |             |
| 프로2                       | 웨즈 디바인 - 뱅 더 배스                                                                |             |
| 프로2                       | 스티안 K - 비 얼라이브 (라반 잉크. 믹스)                                                |             |
| 프로2                       | DM 아슈라 VS 에노츠 - 카오틱 화이트                                                     |             |
| 프로2                       | 온 슬롯 - 콜레스                                                                        |             |
| 프로2                       | 생션7 - 콘서토                                                                          |             |
| 프로2                       | SGX - 크라우드플리저 (드랍 더 믹 믹스)                                                  |             |
| 프로2                       | 캔 블라스터 (미아미 스타일) - 독스 인 다 하우스                                         |             |
| 프로2                       | 나이트메어 - 드림 투 나이트메어                                                         |             |
| 프로2                       | 쓰로다운 - 일렉트락                                                                     |             |
| 프로2                       | 생션7 - 이터너스                                                                        |             |
| 프로2                       | 생션7 - 가고일                                                                          |             |
| 프로2                       | DM 아슈라 - 고! (EK 믹스)                                                               |             |
| 프로2                       | 디클로니우스 - 하드코어 아토믹                                                          |             |
| 프로2                       | 디클로니우스 - 하드코어 오브 더 노스                                                    |             |
| 프로2                       | 디클로니우스 - 헬 플레임                                                                |             |
| 프로2                       | 쓰로다운 - 킹 오브 더 비츠                                                              |             |
| 프로2                       | 쓰로다운 - 맨 vs 마운틴                                                                 |             |
| 프로2                       | 보스피 - 매슬로                                                                         |             |
| 프로2                       | 온 슬롯 - 메모리                                                                        |             |
| 프로2                       | B존 포겔버그 - 마인드 유어 매터                                                         |             |
| 프로2                       | 지르콘 - 네크로맨시                                                                     |             |
| 프로2                       | 노스트라 코사 - 파워 트립                                                               |             |
| 프로2                       | 생션7 - 레인스파크                                                                      |             |
| 프로2                       | DM 아슈라 핏. MC 제이 & 베로니카 - 레이브 언틸 더 나이트 이스 오버                      |             |
| 프로2                       | DM 아슈라 핏. MC 제이 & 베로니카 - 레이브 언틸 더 나이트 이스 오버 (싸이버 트랜스 믹스) |             |
| 프로2                       | SGX (피트. 나비) - 라이트 백 업                                                         |             |
| 프로2                       | 퓨처 펑크 스쿼드 - 리핀' 잇 업                                                          |             |
| 프로2                       | 벨테인 - 락힐                                                                           |             |
| 프로2                       | 다미안 튠불 - 스마트 옵틱스                                                             |             |
| 프로2                       | 보스피 - 스멜스 라이크 어 초콜렛                                                        |             |
| 프로2                       | SGX - 스팬                                                                              |             |
| 프로2                       | 지르콘 - 스타 커맨드                                                                    |             |
| 프로2                       | 엘리옷 시몬스 - 스윙 더 하우스                                                          |             |
| 프로2                       | 셀드웰러 - 스위치백                                                                     |             |
| 프로2                       | SGX - 텔 미 어 스토리 (콤펜디엄 믹스)                                                   |             |
| 프로2                       | 셀드웰러 - 더 라스트 퍼스트본                                                           |             |
| 프로2                       | 하이-G - 트라이브 어태커                                                                |             |
| 프로2                       | 다이나메디온 - 위 아 라우드                                                             |             |
| 프로2                       | 쓰로다운 - 왓 해픈드                                                                    |             |
| 프로2                       | DM 아슈라 - X-레이브                                                                    |             |
| 카테고리                    | 곡 제목                                                                                 | 비고        |
| 피에스타                    | 이 얍 - X-트리                                                                          |             |
| 피에스타                    | 이 얍 - 소서리스 엘리제                                                                 |             |
| 피에스타                    | ms군 - 사랑가 -2막-                                                                     |             |
| 피에스타                    | 맥스 - U 갓 2 노우                                                                      |             |
| 피에스타                    | SHK - 데스티네이션                                                                      |             |
| 피에스타                    | ‘2NE1 - 파이어’                                                                         |             |
| 피에스타                    | 카라 - 워너                                                                             |             |
| 피에스타                    | 도인 - 진공                                                                             |             |
| 피에스타                    | 반야 프로덕션 - 제네시스                                                                |             |
| 피에스타                    | 반야 프로덕션 - 테크 -클럽 코펜하겐-                                                    |             |
| 피에스타                    | 반야 프로덕션 - 안녕 윌리엄                                                             |             |
| 피에스타                    | 반야 프로덕션 - 터키 행진곡 -미니멀 튠즈-                                               |             |
| 피에스타                    | 반야 프로덕션 - 겟 업 (앤 고)                                                           |             |
| 피에스타                    | 반야 프로덕션 - 팬텀 -인터메조-                                                         |             |
| 피에스타                    | 도인 - 테프리스                                                                         |             |
| 피에스타                    | 도인 - 네이팜                                                                           | 1.10 추가   |
| 피에스타EX                  | 도인 - 클리너                                                                           |             |
| 피에스타EX                  | 도인 - 인터퍼런스                                                                       |             |
| 피에스타EX                  | SHK - 리얼리티                                                                          | 1.10 추가   |
| 피에스타EX                  | SHK - 테이크 아웃                                                                       |             |
| 피에스타EX                  | 맥스 & 로리체슬 (시드-사운드) - 버터플라이                                              | 1.10 추가   |
| 피에스타EX                  | 맥스 - 오버블로우                                                                       |             |
| 피에스타EX                  | 맥스 - 위 갓 2 노우                                                                     |             |
| 피에스타EX                  | 4미닛 - 핫 이슈                                                                         |             |
| 피에스타EX                  | 오렌지 캬라멜 - 마법소녀                                                                |             |
| 피에스타EX                  | 비스트 - 쇼크                                                                           |             |
| 피에스타EX                  | 빅뱅 - 마지막 인사                                                                      |             |
| 피에스타EX                  | “노라조 - 슈퍼맨”                                                                       |             |
| 피에스타EX                  | ‘아웃 사이더 - 남자답게’                                                                |             |
| 피에스타EX                  | “크래쉬 - 크래쉬데이”                                                                   |             |
| 피에스타EX                  | 반야 프로덕션 - 헝가리 무곡 V                                                           |             |
| 피에스타EX                  | 반야 프로덕션 - 마왕                                                                    |             |
| 피에스타EX                  | SHK - 네이티브                                                                          |             |
| 피에스타EX                  | A.V - 야근                                                                              | 1.10 추가   |
| 피에스타EX                  | V.A - 파반느                                                                            |             |
| 피에스타EX                  | 도인 - 잣                                                                               | 1.10 추가   |
| 피에스타EX                  | 도인 - ㅁㄴㅇㄹ                                                                         | 1.10 추가   |
| 피에스타EX                  | 도인 - 말씀                                                                             | 1.10 추가   |
| 피에스타EX                  | 맥스 & 서량 (시드-사운드) - 조나단의 꿈                                                 |             |
| 카테고리                    | 곡 제목                                                                                 | 비고        |
| 인피니티                    | 지르콘 - 바로크 바이러스                                                                |             |
| 인피니티                    | DJ 클론파 - 블랙 마리아                                                                 | 1.10 추가   |
| 인피니티                    | 퓨처 펑크 스쿼드 - 블로우                                                               |             |
| 인피니티                    | 한나 스토크젤 - 버블검 댄서 (J-미 & 미디-D 리믹스)                                      |             |
| 인피니티                    | 레인보우 드래곤 아아즈 - 크리쳐 오브 디셉션                                             |             |
| 인피니티                    | 더 DNC - 댄스 (더 웨이 잇 무브스)                                                       |             |
| 인피니티                    | 매직 해머 - 댄스 온 파이어: 리트리버션                                                  | 1.10 추가   |
| 인피니티                    | /DJS\ - 디스트로이                                                                      | 1.10 추가   |
| 인피니티                    | 지르콘 - 데빌스 스피릿                                                                  |             |
| 인피니티                    | 640x480(리믹스 바이 웨이블렝스) - 딤_ (슬립 디프리베이션 숏 믹스)                       | 1.10 추가   |
| 인피니티                    | 맷듀크 - 디스코 댄서                                                                    | 1.10 추가   |
| 인피니티                    | 나이트로 펀 - 드래곤플라이                                                              | 1.10 추가   |
| 인피니티                    | 더 DNC 핏. 미스 아마니 - 일렉트릭                                                       |             |
| 인피니티                    | DM 아슈라 - 엘리제                                                                      |             |
| 인피니티                    | 맷듀크 - 인핸스 리얼리티                                                                | 1.10 추가   |
| 인피니티                    | DM 아슈라 vs. 생션7 - 이터리얼리티                                                      | 1.10 추가   |
| 인피니티                    | DM 아슈라 - 유포리움                                                                    |             |
| 인피니티                    | 반야 리믹스 바이 웨이브렝스 - 엑스트라바간자 리본                                       |             |
| 인피니티                    | DM 아슈라 핏. 에리얼 - 폴렌 엔젤                                                        |             |
| 인피니티                    | 크롤룰 & 라이언 - 피니티                                                                | 1.10 추가   |
| 인피니티                    | 미스터 쏘로 - 프레시                                                                    |             |
| 인피니티                    | DJ 보체 피트.EZGi - 퍼더                                                                | 1.10 추가   |
| 인피니티                    | 토마스 하워드 피트.DJ 포테토 - 걸즈 부츠                                                | 1.10 추가   |
| 인피니티                    | 보스피 - 갓 스트렌?                                                                     | 1.10 추가   |
| 인피니티                    | 반야 리믹스 바이 신스울프 - 힙노시스 (신스울프 믹스)                                    |             |
| 인피니티                    | 반야 리믹스 바이 DM 아슈라 - 이그니스 패터스                                            |             |
| 인피니티                    | /DJS\ - 인쿠바토                                                                        | 1.10 추가   |
| 인피니티                    | 킴신스 - 인피니튜브                                                                     | 1.10 추가   |
| 인피니티                    | 미실 - 인빈키블                                                                         |             |
| 인피니티                    | 아르체플룩스 - 킬 뎀!                                                                   | 1.10 추가   |
| 인피니티                    | 생션7 - 라스트 데이 얼라이브                                                            |             |
| 인피니티                    | 반야 리믹스 바이 크랭키 - 러브 이스 어 데인저 존 (크랭키 믹스)                          |             |
| 인피니티                    | 트리플스타 - 문샤르드                                                                   | 1.09 추가곡 |
| 인피니티                    | 보스피 - 너버스                                                                         |             |
| 인피니티                    | 아스타 - 오 마이                                                                        |             |
| 인피니티                    | 크랭키 - 파티 4U (홀리 나이트 믹스)                                                     |             |
| 인피니티                    | 카우 피트.샘아이엠 - 파티 올 나잇                                                       | 1.10 추가   |
| 인피니티                    | 신스울프 - 파사칼리아                                                                   |             |
| 인피니티                    | J-미 & 미디-D 핏. 한나 스토크젤 - 팝 더 트랙                                            |             |
| 인피니티                    | 레인보우드래곤아이즈 - 시즈 마이 데이!                                                  |             |
| 인피니티                    | 지르콘 피트. 질리언 아베르사 - 섀도우                                                   |             |
| 인피니티                    | 반야 리믹스 바이 생션7 - 무혼 (생션7 믹스)                                              |             |
| 인피니티                    | 애쉴리 스케어드 더 스카이 - 더 아크 세일링 오버 트루스                                  |             |
| 인피니티                    | 셀드웰러 - 더 베스트 잇츠 가나 겟                                                       |             |
| 인피니티                    | DJ 클로네파 - 더 풀                                                                     |             |
| 인피니티                    | 맥스 & 둠 - 더 레볼루션                                                                 |             |
| 인피니티                    | 매직 해머 - 더 트라이던트 오브 파워                                                     | 1.09 추가곡 |
| 인피니티                    | SGX - 트루                                                                              |             |
| 인피니티                    | 스타 - 베네티언 스타카토                                                                |             |
| 인피니티                    | 지그재그 - VV                                                                           | 1.10 추가곡 |
| 인피니티                    | DM 아슈라 - Z -더 뉴 레전드-                                                            | 1.10 추가곡 |
| 인피니티                    | DM 아슈라 - π·ρ·매니악                                                                  | 1.10 추가곡 |
| 인피니티                    | 지르콘 - 바로크 바이러스 (오리지널 버전)                                                | 1.10 추가곡 |
| 인피니티                    | 이 얍 - 캐논 X.1 (오리지널 버전)                                                        |             |
| 뮤직트레인 전용             | 맷듀크 - 인핸스 리얼리티 (오리지널 버전)                                                |             |
| 뮤직트레인 전용             | 신스울프 - 파사칼리아 (오리지널 버전)                                                   |             |

### 풀 송
| 카테고리            | 곡 제목                                                | 비고        |
| ------------------- | ------------------------------------------------------ | ----------- |
| 익시드 익시드2 제로 | 크래쉬 - 디그니티                                      |             |
| 익시드 익시드2 제로 | 반야 - 캐논-D                                          |             |
| NX NX2 NXA          | 이 얍 - 러브 이스 어 데인저 존 pt. 2                   |             |
| NX NX2 NXA          | 이 얍 - 비트 오브 더 워 2                              |             |
| 미션전용            | 반야 프로덕션 - 기타 맨                                |             |
| NX NX2 NXA          | “에픽 하이 - 플라이”                                   |             |
| 피에스타            | “솜2 - 예지몽”                                         | 1.10 추가   |
| 인피니티            | 왁스 - 내게 남은 사랑을 다 줄께                        | 1.10 추가   |
| NX NX2 NXA          | 빅 뱅 - 라라라                                         |             |
| NX NX2 NXA          | 판다 - 잘가 내 사랑                                    |             |
| NX NX2 NXA          | 니나 파일럿츠 - 나완 상관없어                          |             |
| NX NX2 NXA          | 기프티드 - 크레이지                                    |             |
| 프로2               | DM 아슈라 - Z -더 뉴 레전드-                           |             |
| 프로2               | 보스피 - 매슬로                                        |             |
| 프로2               | 보스피 - 스멜스 라이크 어 초콜렛                       |             |
| 프로2               | 지르콘 - 스타커맨드                                    |             |
| 피에스타            | “바세린 - 돈 오브 더 아포칼립스”                       |             |
| 피에스타            | ‘2NE1 - 파이어’                                        |             |
| 피에스타            | 카라 - 워너                                            |             |
| 피에스타EX          | 도인 - 인터퍼런스                                      |             |
| 피에스타EX          | 오렌지 캬라멜 - 마법소녀                               |             |
| 피에스타EX          | 비스트 - 쇼크                                          |             |
| 피에스타EX          | ‘아웃사이더 - 남자답게’                                |             |
| 피에스타EX          | “크래쉬 - 크래쉬데이”                                  |             |
| 피에스타EX          | 4미닛 - 핫 이슈                                        |             |
| 카테고리            | 곡 제목                                                | 비고        |
| 인피니티            | 지르콘 - 바로크 바이러스                               |             |
| 인피니티            | DJ 클론파 - 블랙 마리아                                | 1.10 추가   |
| 인피니티            | 퓨처 펑크 스쿼드 - 블로우                              | 1.05 추가   |
| 인피니티            | 맥스 & 로리체슬 (시드-사운드) - 버터플라이             | 1.10 추가   |
| 인피니티            | 타샤니 - 경고                                          |             |
| 인피니티            | 더 DNC 핏. 미스 아마니 - 일렉트릭                      |             |
| 인피니티            | 클론 - 펑키 투나잇                                     |             |
| 인피니티            | 생션7 - 가고일                                         |             |
| 인피니티            | 맥스 & 서량 (시드-사운드) - 조나단의 꿈                | 1.10 추가   |
| 인피니티            | 보스피 - 너버스                                        |             |
| 인피니티            | 반야 - 오이 오이 오이                                  | 1.10 추가   |
| 인피니티            | J-미 & 미디-D 핏. 한나 스토크젤 - 팝 더 트랙           |             |
| 미션전용            | SGX 피트.내비 - 라이트 백 업                           |             |
| 인피니티            | 노바소닉 - 슬램                                        | 1.10 추가   |
| 인피니티            | 애쉴리 스케어드 더 스카이 - 더 아크 세일링 오버 트루스 |             |
| 미션전용            | 셀더웨어 - 더 라스트 퍼스트본                          | 1.10 추가   |
| 인피니티            | 매직 해머 - 더 트라이던트 오브 파워                    | 1.10 추가곡 |
| 인피니티            | 듀스 - 우리는                                          |             |
| 인피니티            | DM 아슈라 - π·ρ·매니악                                 | 1.10 추가곡 |

### 리믹스
| 카테고리                    | 곡 제목                                                 | 수록곡 | 비고                              |
| --------------------------- | ------------------------------------------------------- | --- | --------------------------------- |
| 1st 2nd 3rd O.B.G           | 반야 - 반야 하드 믹스                                   | 이그니션 스나츠 힙노시스 엑스트라바간자 | 1.10 추가                         |
| S.E. 퍼펙트 컬렉션 엑스트라 | 반야 - 엑스트라 반야 리믹스                             | 치킨 윙 파이널 오디션 에피소드 1 | 전용 BGA는 사용불가               |
| 익시드 익시드2 제로         | 반야 - 트림 북 오브 더 워 리믹스                        | X-트림 부크 비트 오브 더 워 |                                   |
| 익시드 익시드2 제로         | 반야 - 반야 클래식 리믹스                               | 윈터 펌프 미 아마데우스 베토벤 바이러스 |                                   |
| 익시드 익시드2 제로         | 반야 - 러브 이스 어 데인저 존 pt. 2: 트라이 투 B.P.M.   | 러브 이스 어 데인저 존 1&2 |                                   |
| NX NX2 NXA                  | “타샤니/클론 - 그루브 파티”                             | 펑키 투나잇 경고 |                                   |
| NX NX2 NXA                  | 이 얍 - 위-엑-닥-바                                     | 위치 닥터 엑스트라바간자 |                                   |
| NX NX2 NXA                  | 이 얍 - 비메라                                          | 비 키메라 |                                   |
| NX NX2 NXA                  | 반야 프로덕션 - 반야-P 기타 리믹스                      | 건 락 기타 맨 비트 더 고스트 팬텀 |                                   |
| NX NX2 NXA                  | 반야 프로덕션 - 카프리스 오브 DJ 오타다                 | 카프리스 오브 오타다 DJ 오타다 |                                   |
| NX NX2 NXA                  | 반야 프로덕션 - 닥터 K.O.A.                             | 닥터. M K.O.A. -앨리스 인 원더월드- |                                   |
| NX NX2 NXA                  | 반야 프로덕션/헤드 트립 - 잼 O 비트 # 넘버 4            | 잼 O 비트 비트 # 넘버 4 |                                   |
| NX NX2 NXA                  | 니나 파일럿츠/판다 - 니나 판다 믹스                     | 잘가 내사랑 나완 상관없어 |                                   |
| NX NX2 NXA                  | “노바소닉 - 노바소닉 믹스 ver.3”                        | 또 다른 진심 슬램 | 1.10 추가                         |
| NX NX2 NXA                  | 반야 프로덕션 - 터키 바이러스                           | 터키 행진곡 베토벤 바이러스 |                                   |
| NX NX2 NXA                  | ms군 - ms군 리믹스 파트 1                               | 반야 프로덕션의 잼 O 비트 헤드 트립의 비트 # 넘버 4 |                                   |
| NX NX2 NXA                  | ms군 - ms군 리믹스 파트 3                               | 반야의 윈터 베토벤 바이러스 |                                   |
| 카테고리                    | 곡 제목                                                 | 수록곡 | 비고                              |
| 피에스타                    | 반야 프로덕션 - B.P 클래식 리믹스 1                     | 겟 업 (앤 고) 안녕 윌리엄 제네시스 |                                   |
| 피에스타                    | 반야 프로덕션 - B.P 클래식 리믹스 2                     | 제네시스 우편마차 월광 |                                   |
| 피에스타                    | “반야 프로덕션 - 하드 코어 락 믹스”                     | 크래쉬의 디그니티 바세린의 돈 오브 아포칼립스 |                                   |
| 피에스타                    | 반야 프로덕션 - 셋 업 미2 믹스                          | 셋 미 업 댄스 위드 미 |                                   |
| 피에스타                    | ms군 - ms군 리믹스 파트 6                               | 맥스의 U 갓 2 노우 SHK의 데스티네이션 |                                   |
| 피에스타                    | ms군 - 펌프 잇 업 위드 유                               | OBG 오프닝 NX2 오프닝 익시드2 오프닝 프렉스3 오프닝 제로 오프닝 리버스 오프닝 익시드 오프닝 NX 오프닝 |                                   |
| 피에스타EX                  | 도인 - 진공 청소기                                      | 진공 클리너 |                                   |
| 피에스타EX                  | 맥스 - 에브리바디 갓 2 노우                             | U 갓 2 노우 위 갓 2 노우 |                                   |
| 인피니티                    | 신스울프&맥스 - 인피니티 리믹스                         | 신스울프 리믹스 파사칼리아 | 1.10 추가,피에스타2에서 먼저 수록 |
| 인피니티                    | 반야 프로덕션 & 이 얍 - 아르마키텐 2-X                  | 터키 행진곡 미니멀 튠즈 헝가리안 무곡 V 히글디 피글디 겟 업(앤 고) 파이널 오디션 에피소드 2-X | 1.05 추가                         |
| 인피니티                    | 퓨처 펑크 스쿼드 - 블로윈' 잇 업                        | 리핑'잇 업 블로우사칼리아 | 1.05 추가                         |
| 인피니티                    | 맥스 & 둠 & 캔블라스터 - 덕스 인 다 레볼루션            | 레볼루션 덕스 인 다 하우스 | 1.10 추가                         |
| 인피니티                    | /DJS\ & 아체플럭스 & 케션 비트 / 킴신스 - 디스트로이 뎀 | 디스트로이 킬 뎀 | 1.10 추가                         |
| 인피니티                    | 반야 리믹스 바이 카루냐 - 파이널 오디션 인피니티        | 파이널 오디션의 원곡 일부 편곡 | 1.10 추가                         |
| 미션전용                    | 생션7 - 가고일 인피니티                                 | 가고일 원곡 편곡 | 1.10 추가                         |
| 인피니티                    | 타로누크 & 킴신스 - 마와루 인피니티                     | 스멜스 라이크 초콜렛 댄스 바이브레이션 필 저스트 라이트 댓 나이트 블로우 키티 캣 하세 미츠 에너자이저 파파 곤잘레스 베토벤 바이러스 패스터 Z 파사칼리아 DJ 오타다 월광 오버블로우 몽키 핑거즈(비트 오브 더 워 2 삽입) 안녕 윌리엄 크리투어스 오브 디스프션 키메라 진공 청소기 VVV | 1.10 추가                         |
| 인피니티                    | 도인 & 지르콘 / 킴시스 - 네이파맨시                     | 네이팜 네크로맨시 | 1.10 추가                         |
| 인피니티                    | 이얍 & 도인 - 위-엑-닥-진공                             | 위-엑-닥-바 진공 엑스트라바간자 리본 | 1.10 추가                         |

### 숏 컷
| 카테고리        | 곡제목                                                         | 비고                       |
| --------------- | -------------------------------------------------------------- | -------------------------- |
| 피에스타        | 반야 - 파이널 오디션 2                                         |                            |
| 피에스타        | 반야 - 파이널 오디션 3                                         |                            |
| 피에스타        | 이 얍 - 파이널 오디션 에피소드 2-X                             |                            |
| 피에스타        | 반야 - 러브 이스 어 데인저 존                                  |                            |
| 피에스타        | 반야 - 러브 이스 어 데인저 존 pt. 2                            |                            |
| 피에스타        | 반야 - 엑스트라바간자                                          |                            |
| 피에스타        | 반야 - 치킨 윙                                                 |                            |
| 피에스타        | 반야 - 윈터                                                    |                            |
| 피에스타        | 반야 - 무혼 2                                                  |                            |
| 피에스타        | 반야 - 월광                                                    |                            |
| 피에스타        | 반야 - 위치 닥터                                               |                            |
| 피에스타        | 반야 - 익시드2 오프닝(無言歌 RAW딩중...)                       | 익시드2 당시 이벤트 전용곡 |
| 피에스타        | 이 얍 - NX 오프닝                                              |                            |
| 피에스타        | 반야 프로덕션 - K.O.A. -앨리스 인 원더월드-                    |                            |
| 피에스타        | 이 얍 - 비메라                                                 |                            |
| 피에스타        | 이 얍 - 펌트리스 8Bit ver.                                     |                            |
| 피에스타        | SHK - 데스티네이션                                             |                            |
| 피에스타        | 판다 - 잘가 내 사랑                                            |                            |
| 피에스타 EX     | 도인 - 클리너                                                  |                            |
| 피에스타 EX     | SHK - 테이크 아웃                                              |                            |
| 피에스타 EX     | 맥스 - 오버블로우                                              |                            |
| 피에스타 EX     | DM 아슈라 - X-레이브                                           |                            |
| 카테고리        | 곡제목                                                         | 비고                       |
| 인피니티        | 반야 프로덕션 - 비트 더 고스트                                 | 1.05 추가                  |
| 인피니티        | 반야 프로덕션 - 투우사의 노래                                  | 1.05 추가                  |
| 인피니티        | 매직 해머 - 댄스 온 파이어: 리트리버션                         | 1.09 추가                  |
| 인피니티        | 엘피스 - 댄스 바이브레이션스                                   |                            |
| 인피니티        | 지그재그 - 에너자이저                                          |                            |
| 인피니티        | 맷듀크 - 인핸스 리얼리티                                       |                            |
| 뮤직트레인 전용 | 토마스 하워드 피트.DJ 포테토 - 걸즈 부츠                       | 1.10 추가                  |
| 인피니티        | 반야 프로덕션 - 기타맨                                         |                            |
| 인피니티        | /DJS\ - 인쿠바토                                               | 1.09 추가                  |
| 인피니티        | 아르체플룩스 - 킬 뎀!                                          | 1.06 추가                  |
| 뮤직트레인 전용 | 반야 리믹스 바이 크랭키 - 러브 이스 어 데인저 존 (크랭키 믹스) | 1.10 추가                  |
| 뮤직트레인 전용 | 트리플스타 - 문샤르드                                          | 1.10 추가                  |
| 인피니티        | 보스피 - 너버스                                                | 1.10 추가곡                |
| 뮤직트레인 전용 | 크랭키 - 파티 4U(홀리 나인 믹스)                               | 1.10 추가                  |
| 뮤직트레인 전용 | 맥스 - U 갓 2 노우                                             | 1.10 추가                  |
| 인피니티        | 쓰로다운 - 왓 해픈드                                           |                            |

## 이전 버전과 다음 버전
| 펌프 잇 업 시리즈 | 펌프 잇 업 시리즈 | 펌프 잇 업 시리즈   | 펌프 잇 업 시리즈 | 펌프 잇 업 시리즈 |
| ----------------- | ----------------- | ------------------- | ----------------- | ----------------- |
| 펌프 잇 업 프로 2 | <-                | 펌프 잇 업 인피니티 | ->                | 미발매            |